# Slobozia
Slobozia [sloboˈzja] (deutsch veraltet: Freistadt) ist eine Stadt in Rumänien und die Kreishauptstadt von Ialomița.
Sie hatte im Jahr 2003 ungefähr 52.600 Einwohner und liegt in der Bărăgan-Ebene, einer der klimatisch wärmsten Gegenden Rumäniens.

## Geschichte
Die Stadt entwickelte sich aus und auf dem Gebiet des ehemaligen Dorfes Vaideei. Dieser ältere Name bedeutet so viel wie „wehe ihnen“ (vai de ei). Der jetzige Ortsname Slobozia stammt von dem slawischen Wort slobod ab und bedeutet „Freiheit“. Da die Stadt mitten in einer flachen Ebene liegt, war sie gegenüber dem Eindringen von Tataren und Osmanen schutzlos ausgeliefert. Um Bauern zu ermutigen, sich in Slobozia anzusiedeln, wurden ihnen einige Steuern erlassen, daher der Namen „Freiheit“.

## Wirtschaft
Die Haupterwerbszweige in der Region sind die Landwirtschaft, die Verarbeitung landwirtschaftlicher Produkte und die Leichtindustrie.

## Kultur
1990 wurde ein Kulturzentrum eingeweiht, das den Namen des Dirigenten und Komponisten Ionel Perlea trägt. Das Gebäude beherbergt Bühnen, Ausstellungsräume, Buchhandlungen und weitere Kultureinrichtungen. 2000 wurde Ionel Perlea in ein UNESCO-Kulturzentrum umgewandelt.
Die Stadt ist der Sitz der 1993 gegründeten rumänisch-orthodoxen Diözese von Slobozia und Călărași.
Bei der Volkszählung 2002 waren 97,6 % der Einwohner ethnische Rumänen und 2,2 % Roma. 98,6 % waren rumänisch-orthodox, 0,4 % gehörten zu den Siebenten-Tags-Adventisten und 0,2 % waren römisch-katholischen Glaubens.

## Sehenswürdigkeiten
- Als Teil eines privaten Vergnügungsparks wurde von einem wohlhabenden Investor eine 54 Meter große Kopie des Eiffelturms aufgebaut. Auch ein Nachbau der sog. Southfork-Ranch aus der US-amerikanischen Fernsehserie Dallas ist dort zu sehen.
- Die Kathedrale Buna Vestire, Baubeginn 1993, wurde 2004 eingeweiht.
- Kloster Sfinții Voievozi

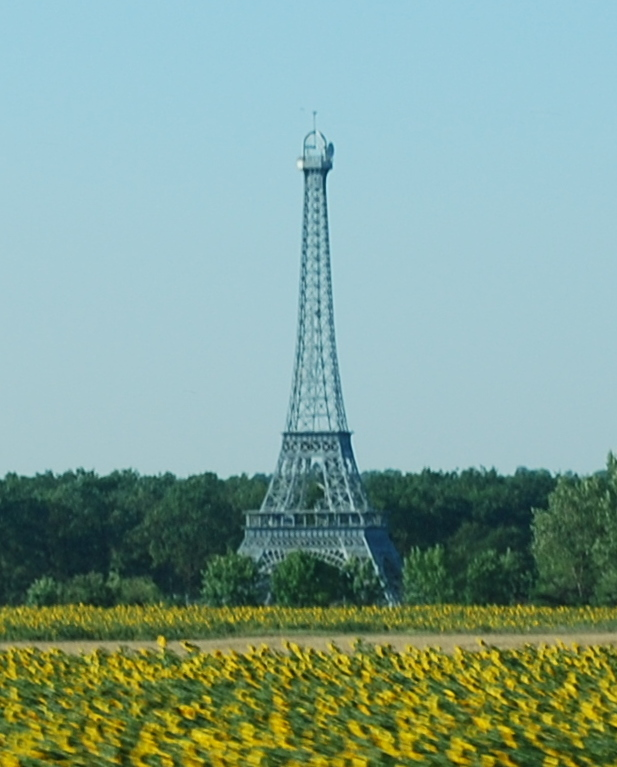
Eiffelturm Slobosias
Die Buna Vestire Kathedrale
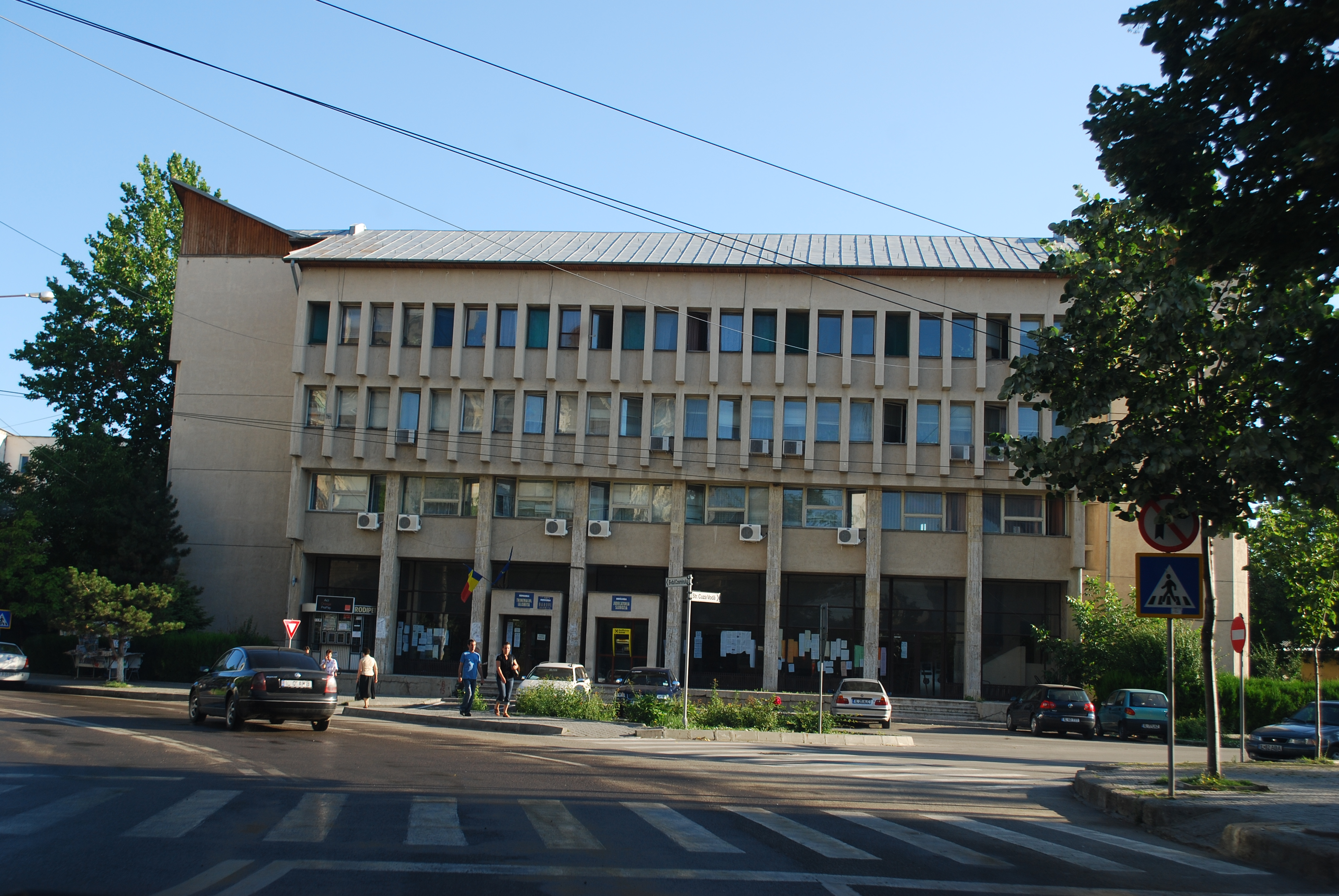
Gerichtsgebäude

## Söhne und Töchter der Stadt
- Mircea Dinescu (* 1950), Schriftsteller und Bürgerrechtler
- Petru Filip (* 1955), Politiker
- Petre Dumitru (* 1957), Gewichtheber
- Doina Spîrcu (* 1970), Ruderin
- Cornel Cernea (* 1976), Fußballspieler
- Adrian Mihalcea (* 1976), Fußballspieler
- Minelli (* 1988), Sängerin